# René Muylle
René Muylle, né le 29 avril 1934 à Ostende, est un coureur cycliste belge.

## Palmarès
- 1953
  - Tour des Flandres amateurs
- 1957
  - Course des chats
  - Circuit de la Meuse
  - Circuit des régions flamandes des indépendants
  - Circuit Disonais
  - 2e de Gand-Wevelgem indépendants
  - 3e de Charleroi-Liège
  - 3e d'Ypres-Wevelgem